# Тест Мюнстерберга
 Тест Мюнстерберга  — психодиагностический тест, направленный на определение избирательности и концентрации внимания. Тест разработан в начале XX века немецко-американским психологом Гуго Мюнстербергом. За данный тест был получен международный сертификат в 1934 году в Лондоне, эта методика до сих пор пользуется огромной популярностью. Методику можно использовать при профотборе на специальности, требующие хорошей избирательности и концентрации внимания, а также высокой помехоустойчивости.

## История
Гуго Мюнстерберг первым осознал важность гуманизации процесса управления, так как менеджер обязан управлять прежде всего людьми, а не машинами. Заслуга Мюнстерберга состоит также в том, что его школа подготавливала первых в мире промышленных психологов по заявкам предприятий и организаций.
Он фактически создал первую в мире школу промышленных психологов. В своей работе «Психология и промышленная эффективность», получившей широкую известность в мире, он сформулировал основные принципы, в соответствии с которыми следует производить отбор людей на руководящие должности.
Будучи руководителем лаборатории прикладной психологии Гарвардского университета, Гуго Мюнстерберг (1863—1916) занимался исследованиями в области психологии трудовых процессов, его интересовал широкий круг проблем: профессиональный отбор, управление персоналом и его мотивация, повышение производительности труда. Мюнстерберг разработал много разных тестов, ориентированных на оценку особенностей поведения при принятии решений в условиях неопределенности, профессионально специфичных свойств памяти, быстроты речевой реакции, координации движений, свойств внимания и пр. Учёный предположил, а затем и экспериментально доказал, что одним из показателей успешности в профессии у работников, чей труд сопряжён со значительными нервно-психическим нагрузками, является высокий уровень избирательности внимания. С целью воспроизведения в лаборатории реальных жизненных ситуаций, к которым должен адаптироваться субъект труда, учёный строил модели этих ситуаций, изображавшие в знаково-символической форме поле восприятия, порождавшее при адекватной их оценке специфичные действия.
Один из тестов был предназначен для диагностики комплекса когнитивных и психомоторных функций вагоновожатых городского трамвая. Стремясь вызвать у испытуемых переживание ситуации управления трамваем на оживлённой улице, учёный сконструировал лабораторную установку. На специальных картах обозначались цифрами опасные для столкновения объекты: люди, конные экипажи, автомобили. При вращении испытуемым колеса, по карте с соответствующей скоростью перемещалось окошко, в котором испытуемый видел часть «дорожного полотна» с символами, моделировавшими дорожную ситуацию. Скорость перемещения окошка относительно поверхности экспериментальной карты задавалась самим испытуемым. Испытуемый должен был постоянно оценивать изменения дорожной ситуации, учитывать не только расстояние символических объектов относительно своего положения (положения вагона), но и условную скорость передвижения этих объектов, выделяя потенциально опасные ситуации, требовавшие экстренного торможения; каждую ситуацию испытуемый оценивал и громко называл ее координаты, в случае отнесения ситуации к опасным видам).
В другом тесте на оценку свойств избирательности внимания, разработанном для прогнозирования профессиональной успешности телефонисток, испытуемым предлагался текст газетной заметки уголовной хроники, в котором испытуемый должен был как можно быстрее и точнее зачеркнуть все буквы «а». Скорость и точность выполнения задания зависела от умения личности отстраиваться от содержания нового увлекательного по содержанию текста и концентрировать внимание на рутинном задании. Эта лабораторная модель воспроизводила способность личности управлять сознательно установками внимания, характерными для профессии телефонистки.
Современный вариант тестовой методики, оценивающей свойства внимания, в отличие от классического, который учёный использовал в своих исследованиях около ста лет назад, универсален, прост в проведении и обработке результатов. Благодаря этим преимуществам, тест нашёл применение в области образования, где используется для решения разнообразных задач: от диагностики готовности к школьному обучению до профессиональной ориентации учащихся.

## Методика проведения теста
Среди буквенного текста, представляющего собой случайные последовательности букв, имеются слова. Задача испытуемого — просматривая строку за строкой, как можно быстрее найти эти слова. Найденные слова помечаются (подчеркиваются). Искать следует существительные в именительном падеже единственного числа без использования специфических терминов и аббревиатур; если слова пересекаются или входят друг в друга, то используют слово наибольшей длины. Время тестирования лимитировано.
Методика направлена на определение избирательности внимания. Экспериментатор фиксирует время выполнения задания, количество найденных слов, количество слов, неправильно воспринятых испытуемым, количество слов, неправильно подчеркнутых, и количество слов, которые подчеркнуты сверх нормы. Время выполнения задания — 2 минуты.